# Semiothisa guapilaria
Semiothisa guapilaria là một loài bướm đêm trong họ Geometridae.